# Sporady
Sporady (z řec. spora, setba) jsou roztroušené ostrovy v Egejském moři, které patří k Řecku. V antice se k nim počítaly ostrovy, které nepatřily do souostroví Kyklad (řec. kyklos, kruh). Někdy se dělí na Severní a Jižní, někdy se název používá jen pro severní skupinu.
Odtud pochází také označení sporadický – řídce roztroušený, málo častý.

## Severní Sporady
Severní Sporady tvoří asi 135 (většinou neobydlených) ostrovů a ostrůvků, které leží podél pobřeží Thesálie, na sever od ostrova Euboia. Nejvýznamnější z nich jsou Skyros, Skopelos a Skiathos.

## Jižní Sporady
Jižní Sporady tvoří asi 170 ostrovů (z toho 30 obydlených), které leží při jihozápadním pobřeží Turecka, částí Jižních Sporad je také souostroví Dodekanés. Největší jsou Samos, Ikaria, Kós, Rhodos a Karpathos, do Jižních Sporad patří i ostrov Patmos.